# Juliana Rojas
Juliana Rojas (Campinas, 23 de juny de 1981) és una cineasta brasilera. Juntament amb el també cineasta Marco Dutra, Rojas es va especialitzar en el cinema de terror vinculat a les tensions socials.

## Trajectòria
Rojas es va graduar a l'Escola de Cinema de la Universitat de São Paulo el 2005, amb especialització en edició, Guió i So. Rojas va començar la seva carrera mentre era estudiant. El 2004, i com a projecte final per a l'escola, va dirigir la seva primera pel·lícula amb el cineasta brasiler Marco Dutra, el curtmetratge Lenço Branco que va ser inclòs en la secció Cinéfondation del Festival de Canes.
En 2007, Rojas i Dutra van codirigir un altre curtmetratge Um Ramo, que va ser nominat en la Setmana de la Crítica del Festival de Cinema de Canes. Um Ramo va ser realitzat amb finançament del govern de São Paulo, a través d'un "Edital" (avís públic) i produït per Sara Silveira de la productora Dezenove Som e Imagens. Um Ramo utilitzava elements de fantasia per a retratar la vida urbana de la classe mitjana contemporània, característica constant en l'obra de Rojas i Dutra.
Amb Dutra, va codirigir el 2009 el curtmetratge As Sombras i el 2010 Desassossego - filme das maravilhas. El 2011 va dirigir el seu primer llargmetratge, Trabalhar Cansa - Hard Labor, que va formar part de la selecció Un certain regard, al Festival de Canes. Aquesta pel·lícula va ser nominada a deu categories en la Federació d'Indústries de l'Estat de São Paulo, com a Millor Pel·lícula i Millor Director. També va ser presentada al XLIV Festival Internacional de Cinema Fantàstic de Catalunya.
En 2017, també en codirecció amb Dutra, va presentar la pel·lícula amb As Boas Maneiras, que comptava amb la participació de les actrius Isabél Zuaa i Marjorie Estiano. El film es va inspirar en el terror psicològic característic del cineasta Jacques Tourneur i va ser presentat en el Festival Internacional de Cinema de Locarno i en el Festival de Cinema de Sitges.
Rojas també va dirigir diverses pel·lícules en solitari com: Vestida el 2008, Pra domir tranquilo el 2011 i O Duplo el 2012, aquesta última estrenada a Canes  i també en la XVI Mostra de Cinema Tiradentes en 2013. A més de la seva carrera com a directora, també ha estat editora en algunes pel·lícules brasileres de directors com Manoela Ziggiati, Maria Clara Escobar, Flora Dies, Paolo Gregori, Marcelo Toledo, Caetano Gotardo o el propi Dutra.
Rojas és membre del col·lectiu Filmes do Caixote del qual formen part directors joves de cinema de São Paulo i Rio de Janeiro, entre els quals també es troba Marco Dutra, Caetano Gotardo, João Marcos de Almeida i Sergio Silva.

## Reconeixements
El 2007, Um Ramoes va convertir en l'únic curtmetratge brasiler premiat en la Setmana de la Crítica del Festival de cinema de Cannes. En 2011, va obtenir el Tercer Premi Coral en la categoria de Opera Prima en el Festival de Cinema de l'Havana per Trabalhar Cansa. En 2014, va guanyar el premi a la categoria de crítics al Festival de Gramado amb el seu llargmetratge anomenat Sinfonia da Necrópole. En 2017, el seu film As Boas Maneiras va ser reconegut amb el Premi Especial del Jurat en el Festival Internacional de Cinema de Locarno.

## Filmografia
- Boca a Boca (2020), sèrie
- As Boas Maneiras (2017)
- Sinfonia da Necrópole (2014)
- Trabalhar Cansa (2011), amb Marco Dutra

### Curtmetratges
- A passagem do cometa (2018)
- O duplo (2012)
- Pra eu dormir tranquilo (2011)
- As sombras (2009), amb Marco Dutra
- Vestida (2008)
- Um ramo (2007), amb Marco Dutra
- O lençol branco (2004), amb Marco Dutra